# Prunay-sur-Essonne
Prunay-sur-Essonne là một xã ở tỉnh Essonne thuộc vùng Île-de-France miền bắc nước Pháp.
Theo điều tra dân số năm 1999, dân số xã này là 286 người. Ước tính dân số năm 2007 là 308.
Danh xưng cư dân địa phương Prunay-sur-Essonne trong tiếng Pháp là Prunaysiens.